# Epilampra fugax
Epilampra fugax är en kackerlacksart som först beskrevs av Bonfils 1969.  Epilampra fugax ingår i släktet Epilampra och familjen jättekackerlackor. Inga underarter finns listade i Catalogue of Life.